# آرتاشس آزناووریان
آرتاشس وارطانی آزناووریان (ارمنی: Արտաշես Վարդանի Ազնաուրյան؛ زادهٔ ۱۹ سپتامبر ۱۹۳۸) پزشک، آموزگار،  بافت‌شناس و سیاستمدار اهل ارمنستان است که از تاریخ ۱۹۸۹ تا تاریخ ۱۹۹۱ سمت وزیر بهداشت ارمنستان شوروی را برعهده داشت.

## زندگی‌نامه
در ۱۹ سپتامبر ۱۹۳۸ در باتومی به دنیا آمد و از دانشگاه پزشکی دولتی ایروان (۱۹۶۴) فارغ‌التحصیل شد. وی همچنین برنده مدال مخیتار هراتسی شده‌است.